# Chancey Juday
Chancey Juday (Millersburg, Indiana, 1871 — Madison, Wisconsin, 1944) va ser un limnòleg estatunidenc. Juntament amb George Evelyn Hutchinson va publicar diversos estudis sobre la hidrografia, la morfologia i la distribució vertical dels gasos dissolts en els llacs de Wisconsin (1911) que han suposat una important contribució en el camp de la limnologia. Va fundar i presidir l'Associació de Limnologia d'Amèrica i va guanyar el Premi Leidy el 1943.